# We Are
We Are is een nummer van de Zweedse zangeres Ana Johnsson uit 2004. Het is de vierde single van haar tweede studioalbum The Way I Am. Tevens staat het nummer op de soundtrack van Spiderman 2.
"We Are" werd een hit in Europa, en was met name succesvol in Scandinavië, het Duitse taalgebied, Italië en het Verenigd Koninkrijk. In Johnssons thuisland Zweden haalde het nummer de 4e positie. In de Nederlandse Top 40 haalde het een bescheiden 16e positie. In Vlaanderen moest het nummer het doen met een 9e positie in de Tipparade.